# 1. A slovenska košarkarska liga 2016-2017
La 1. A slovenska košarkarska liga 2016-2017 è stata la 26ª edizione del massimo campionato sloveno di pallacanestro maschile. La vittoria finale è stata ad appannaggio dell'Olimpija Lubiana.

## Regular season
|     | Squadra             | G  | V  | P  | PF   | PS   | Diff. | Pt. | Qualificazione      |
| --- | ------------------- | -- | -- | -- | ---- | ---- | ----- | --- | ------------------- |
| 1.  | Krka Novo mesto     | 22 | 18 | 4  | 1830 | 1573 | +257  | 40  | poule scudetto      |
| 2.  | Olimpija Lubiana    | 22 | 18 | 4  | 1836 | 1649 | +187  | 40  | poule scudetto      |
| 3.  | Zlatorog Laško      | 22 | 17 | 5  | 1745 | 1558 | +187  | 39  | poule scudetto      |
| 4.  | Hopsi Polzela       | 22 | 15 | 7  | 1740 | 1635 | +105  | 37  | poule scudetto      |
| 5.  | Helios Suns Domžale | 22 | 13 | 9  | 1619 | 1504 | +115  | 35  | poule scudetto      |
| 6.  | Rogaška             | 22 | 12 | 10 | 1740 | 1571 | +169  | 34  | poule scudetto      |
| 7.  | Sixt Primorska      | 22 | 12 | 10 | 1742 | 1601 | +141  | 34  | poule retrocessione |
| 8.  | Tajfun              | 22 | 10 | 12 | 1520 | 1569 | -49   | 32  | poule retrocessione |
| 9.  | Šenčur              | 22 | 7  | 15 | 1617 | 1706 | -89   | 29  | poule retrocessione |
| 10. | Podčetrtek          | 22 | 6  | 16 | 1577 | 1654 | -77   | 28  | poule retrocessione |
| 11. | LTH Castings        | 22 | 3  | 19 | 1464 | 1910 | -446  | 25  | poule retrocessione |
| 12. | Portorož            | 22 | 1  | 21 | 1440 | 1940 | -500  | 23  | poule retrocessione |

## Seconda fase

### Poule scudetto
|    | Squadra             | G  | V | P | PF  | PS  | Diff. | Pt. | Qualificazione |
| -- | ------------------- | -- | - | - | --- | --- | ----- | --- | -------------- |
| 1. | Krka Novo mesto     | 10 | 8 | 2 | 776 | 703 | +73   | 18  | playoff        |
| 2. | Rogaška             | 10 | 7 | 3 | 727 | 715 | +12   | 17  | playoff        |
| 3. | Zlatorog Laško      | 10 | 5 | 5 | 740 | 738 | +2    | 15  | playoff        |
| 4. | Union Olimpija      | 10 | 5 | 5 | 792 | 748 | +44   | 15  | playoff        |
| 5. | Hopsi Polzela       | 10 | 4 | 6 | 710 | 745 | -35   | 14  |                |
| 6. | Helios Suns Domžale | 10 | 1 | 9 | 673 | 769 | -96   | 11  |                |

### Poule retrocessione
|     | Squadra        | G  | V  | P  | PF   | PS   | Diff. | Pt. | Qualificazione         |
| --- | -------------- | -- | -- | -- | ---- | ---- | ----- | --- | ---------------------- |
| 7.  | Sixt Primorska | 20 | 17 | 3  | 1661 | 1351 | +310  | 37  |                        |
| 8.  | Tajfun         | 20 | 14 | 6  | 1573 | 1329 | +244  | 34  |                        |
| 9.  | Šenčur         | 20 | 12 | 8  | 1562 | 1456 | +106  | 32  |                        |
| 10. | Podčetrtek     | 20 | 10 | 10 | 1508 | 1418 | +90   | 30  | retrocesse in 2. B SKL |
| 11. | LTH Castings   | 20 | 6  | 14 | 1381 | 1622 | -241  | 26  | retrocesse in 2. B SKL |
| 12. | Portorož       | 20 | 1  | 19 | 1229 | 1738 | -509  | 21  | retrocesse in 2. B SKL |

## Playoffs
|  | Semifinali | Semifinali       | Semifinali |         |    | Finale           | Finale | Finale |  |
|  |            |                  |            |         |    |                  |        |        |  |
|  | 1.         | Krka Novo mesto  | 0          |         |    |                  |        |        |  |
|  | 1.         | Krka Novo mesto  | 0          |         |    |                  |        |        |  |
|  | 4.         | Olimpija Lubiana | 2          |         |    |                  |        |        |  |
|  | 4.         | Olimpija Lubiana | 2          |         | 4. | Olimpija Lubiana | 3      |        |  |
|  |            |                  |            |         | 4. | Olimpija Lubiana | 3      |        |  |
|  |            |                  | 2.         | Rogaška | 1  |                  |        |        |  |
|  | 2.         | Rogaška          | 2.         | Rogaška | 1  | 2                |        |        |  |
|  | 2.         | Rogaška          |            |         |    |                  |        |        |  |
|  | 3.         | Zlatorog Laško   | 1          |         |    |                  |        |        |  |

| 1. A slovenska košarkarska liga 2016-2017 |
| ----------------------------------------- |
| Olimpija Lubiana 16º titolo               |

## Squadra vincitrice
| N° | Naz.                   | Ruolo | Sportivo          |  | Alt. |  |
| -- | ---------------------- | ----- | ----------------- |  | ---- |  |
| 4  | Slovenia (bandiera)    | G     | Jan Barbarič      |  | 188  |  |
| 5  | Stati Uniti (bandiera) | AP    | Devin Oliver      |  | 204  |  |
| 7  | Croazia (bandiera)     | AG    | Dražen Bubnić     |  | 205  |  |
| 8  | Slovenia (bandiera)    | G     | Mirko Mulalić     |  | 195  |  |
| 10 | Slovenia (bandiera)    | P     | Jure Pelko        |  | 190  |  |
| 11 | Montenegro (bandiera)  | C     | Stevan Milošević  |  | 211  |  |
| 12 | Serbia (bandiera)      | AG    | Nikola Janković   |  | 207  |  |
| 13 | Stati Uniti (bandiera) | P     | Brandon Jefferson |  | 175  |  |
| 14 | Slovenia (bandiera)    | G     | Žiga Jurček       |  | 196  |  |
| 15 | Slovenia (bandiera)    | GA    | Gregor Hrovat     |  | 196  |  |
| 17 | Slovenia (bandiera)    | C     | Matej Janežič     |  | 207  |  |
|    | Slovenia (bandiera)    | All.  | Gašper Okorn      |  |      |  |